# 鎮邪甲冑劍獅
《-鎮邪甲冑-劍獅》，是台灣漫畫家BARZ創作的漫画作品，以「台南安平劍獅」作為發想。於2011年在尖端漫畫網站「漫畫之星」進行連載，2013年獲得第四屆金漫獎少年漫畫獎。講述主角能變身成英雄「劍獅」，来保護民眾不受精怪侵害。單行本全5卷。
於2013年6月在中國人氣漫畫雜誌《龍漫少年星期天》刊登連載。

## 出版書籍
| 卷數 | 尖端出版社    | 尖端出版社             |
| 卷數 | 發售日期      | ISBN                   |
| ---- | ------------- | ---------------------- |
| 1    | 2012年2月2日  | ISBN 978-957-104-754-6 |
| 2    | 2012年8月16日 | ISBN 978-957-104-949-6 |
| 3    | 2013年5月13日 | ISBN 978-957-105-241-0 |
| 4    | 2014年4月30日 | ISBN 978-957-105-549-7 |
| 5    | 2017年3月17日 | ISBN 978-957-107-261-6 |

## 改編作品
2016年1月和《時間支配者》一起宣布动画化。

## 外部連結
- 漫畫之星連載頁面 （页面存档备份，存于）